# Tags (metadata)
Tags eller metadata er informationer om objekter, som ligger adskilt fra objekterne og beskriver disses struktur. Indenfor kollaborativ kategorisering, hvor man bruger frit valgte keywords, er tags beskrivelser som brugerne sætter på objekterne.